# هسته سلول

اندامک‌های درون سلول جانوران: (۱) هستک (۲) هسته (۳) ریبوزوم (۴) وزیکول (۵) شبکه آندوپلاسمی خشن (۶) دستگاه گلژی (۷) اسکلت سلولی (سیتواسکلتون) (۸) شبکه آندوپلاسمی صاف (۹) میتوکندری (۱۰) واکوئل (۱۱) سیتوپلاسم (۱۲) لیزوزوم (۱۳) سانتریول

در زیست‌شناسی سلولی، هسته یا Nucleusجزئی از سلول است که در بیشتر سلولهای یوکاریوتی وجود دارد و حاوی اکثر اطلاعات ژنتیکی است. این بخش از سلول که قطر آن بین ۱۰ تا ۲۰ میکرون است بزرگترین بخش درون سلول به حساب می‌آید. هسته به‌طور کلی دو وظیفه دارد: ۱. کنترل واکنش‌های شیمیایی درون سیتوپلاسم ۲. نگاه‌داشتن اطلاعات لازم برای تقسیم سلولی.
هسته سلولی شامل کلیه ژنوم سلول، به جز بخش کوچکی از DNA میتوکندری، به عنوان مولکول‌های مولکولی DNA چند خطی طولانی در یک مجموعه با انواع زیادی از پروتئین‌ها، مانند هیستون‌ها، برای تشکیل کروموزوم‌ها سازمان یافته‌است. ژنهای موجود در این کروموزومها به گونه ای برای ارتقاء عملکرد سلول ساخته می‌شوند. این هسته یکپارچگی ژنها را حفظ می‌کند و فعالیت سلول را با تنظیم بیان ژن کنترل می‌کند - بنابراین هسته مرکزی مرکز کنترل سلول است. ساختارهای اصلی تشکیل دهنده هسته شامل پاکت هسته ای است، یک غشای مضاعف که کل اندامک را محصور می‌کند و محتویات آن را از سیتوپلاسم سلولی جدا می‌کند، و ماتریس هسته ای، شبکه ای در هسته است که می‌افزاید که دقیقاً مانند سیتوسکلت از کل سلول پشتیبانی می‌کند.

## پوشش هسته

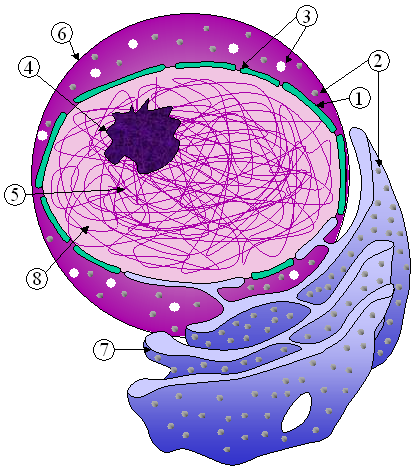
هسته و شبکه آندوپلاسمی (۱) پوشش هسته. (۲) ریبوزوم. (۳) منفذهای هسته. (۴) هستک. (۵) کروماتین. (۶) هسته. (۷) شبکه آندوپلاسمی زبر. (۸) نوکلئوپلاسم.

هسته با دو غشاء از سیتوپلاسم جدا می‌شود که به آن پوشش هسته گفته می‌شود. در میان این دو غشاء، منافذی وجود دارد که تبادل دوطرفهٔ مواد را میان سیتوپلاسم و هسته امکان‌پذیر می‌کنند. امتداد غشای بیرونی هسته را شبکه آندوپلاسمی زبرتشکیل می‌دهد. روی شبکه آندئپلاسمی زبر (RER)، ریبوزوم‌ها قرار دارند.

## انواع ساختارهای هسته‌ای
| نوع هسته | ویژگی‌های کلیدی                                                             | مثال‌های سلولی                                                       | توضیحات تکمیلی                                                         |
| --- | -------------------------------------------------------------------------- | ------------------------------------------------------------------- | ---------------------------------------------------------------------- |
| هسته یکپارچه | • شکل کروی یا بیضوی • لامینای هسته‌ای پیوسته • کروماتین متراکم              | • سلول‌های کبدی • فیبروبلاست‌ها • سلول‌های اپیتلیال                    | رایج‌ترین نوع هسته در پستانداران، دارای سازماندهی فضایی دقیق کروموزوم‌ها |
| هسته لوبوله شده | • بخش‌بندی شده به ۲-۵ لوب • لامینای نازک‌تر • کروماتین کمتر متراکم           | • نوتروفیل‌ها • بازوفیل‌ها • ائوزینوفیل‌ها                             | ساختار مناسب برای مهاجرت از میان بافت‌ها، افزایش سطح تماس با سیتوپلاسم  |
| هسته حلقه‌ای | • شکل حلقوی • کروماتین محیطی • هستک مرکزی                                  | • اسپرماتید‌های در حال بلوغ • برخی سلول‌های توموری                    | ناشی از بازآرایی کروماتین در طی تمایز سلولی یا تغییرات پاتولوژیک       |
| هسته چندبخشی | • چندین هسته مجزا • غشای مستقل برای هر بخش • سازماندهی فضایی خاص           | • مگاکاریوسیت‌ها • برخی قارچ‌ها • سلول‌های عضله اسکلتی                 | نتیجه فرآیندهای همجوشی هسته‌ای یا تقسیم بدون سیتوکینز                   |
| هسته غول‌آسا | • حجم ۵-۱۰ برابر معمول • DNA مضاعف شده • هستک‌های متعدد                     | • سلول‌های ترشحی غدد بزاقی • برخی سلول‌های عصبی • سلول‌های توموری      | ناشی از آندورپلی‌پلوئیدی (تکثیر DNA بدون تقسیم هسته)                    |
| هسته شکافدار | • منافذ بزرگ غیرمعمول • سازماندهی غیرمتقارن لامینا • توزیع نامنظم کروماتین | • سلول‌های سرطانی متاستاتیک • سلول‌های پیر شده • برخی شرایط پاتولوژیک | نشانگر اختلال در مکانیک هسته‌ای و آسیب DNA                              |
| ◄ منابع: - بیولوژی سلولی و مولکولی لودیش. انتشارات علمی. ۲۰۲۱. صص. ۴۵۶-۴۸۹. شابک ۹۷۸-۱-۲۹۲-۴۰۱۶۹-۳ مقدار \|شابک= را بررسی کنید: checksum (کمک). «مکانیک هسته در سلامت و بیماری». Nature Reviews Molecular Cell Biology. ۲۰۲۲. doi:10.1038/s41580-022-00491-w. |                                                                            |                                                                     |                                                                        |

## درون هسته
درون هسته یک یا دو هستک وجود دارند که اطراف آن‌ها را نوکلئوپلاسم احاطه کرده‌است. نوکلئوپلاسم مایعی ژلاتینی است که مواد بسیاری را از جمله آنزیم، نوکلئوتید تری‌فسفات، پروتئین و… در خود حل می‌کند. اطلاعات ژنتیکی نیز در هسته و به‌صورت کروماتین وجود دارد. درون کروماتین رشته‌های کوچکی به نام دی ان ای (DNA) وجود دارد که مانند رمزوارهٔ سلول می‌ماند. در داخل هسته مولکولهای RNA از روی مولکولهای (DNA (DEOXIRIBO NUCLEIC ACIDساخته می‌شوند.

## نگارخانه

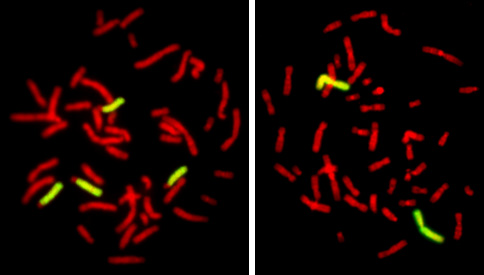
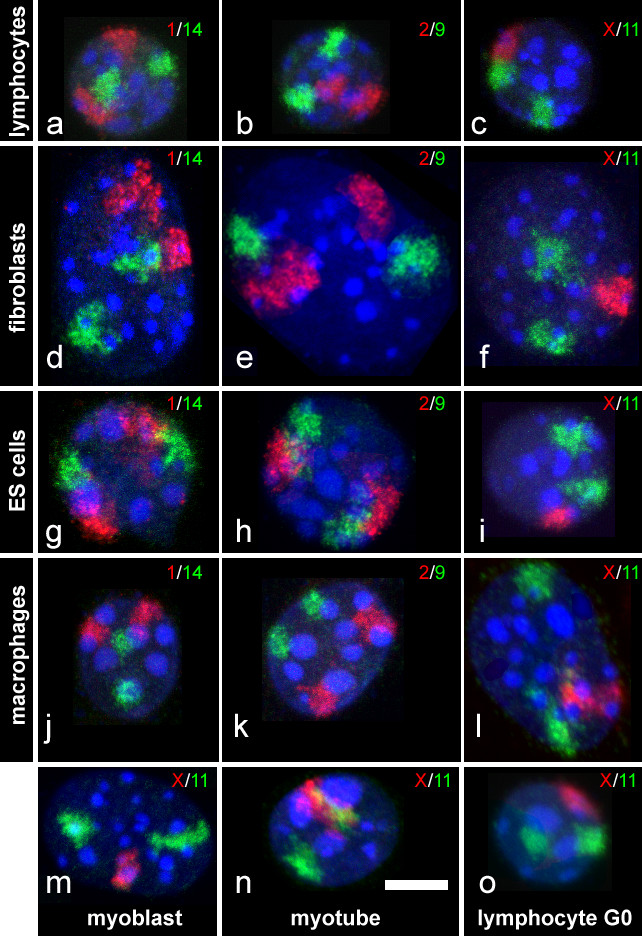
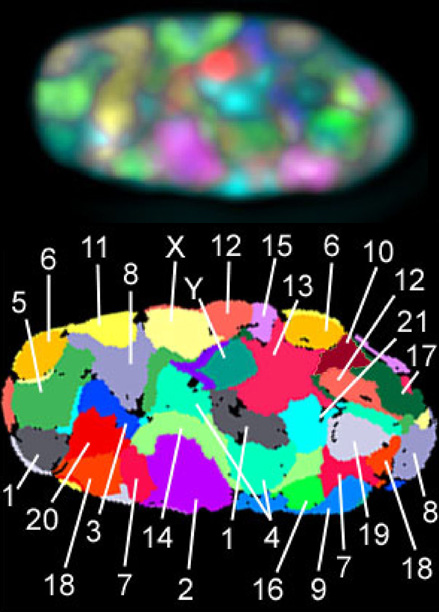